# مجرة الجؤجؤ الكروانية القزمة
مجرة الجؤجؤ الكُرَوَانِيَّة القزمة هي مجرة قزمة في كوكبة القاعدة تفع على بعد 330 ± 30 الف سنة ضوئية (100 ± 10 kpc) وهي واحدة من المجرات القمرية المعروفة لدرب التبانة تم اكتشافها في عام 1977 باستخدام مقراب شميدت البريطاني في أستراليا من قبل (أر دي كانون و. تي. جي. هاواردن وسي. بي. تريتون)..
مجرة الجؤجؤ الكروانية القزمة هي مجرة قمرية لدرب التبانة، وتتراجع عنها بسرعة 230 كم/ثانية. قطر المجرة حوالي 1600 سنة ضوئية، وهذا أصغر من قطر درب التبانة بحوالي 75 مرة. ويعتقد أن معظم النجوم تشكلت في المجرة قبل نحو 7 مليارات سنة وأنها قد شهدت أيضا فيضان من تشكل النجوم قبل حوالي 13 و 3 مليارات سنة . كما أنها تتمزق جزريا بواسطة مجرة درب التبانة.

## وصلات خارجية
- Carina Dwarf at SEDS
- Observations of Tidal Disruption of the Carina Dwarf Spheroidal Galaxy
- قزمة القاعدة البيضاوية على موقع ويكي سكاي: DSS2, SDSS, GALEX, IRAS, Hydrogen α, X-Ray, Astrophoto, Sky Map, Articles and images